# Oedistoma pygmaeum
El picudo pigmeo (Oedistoma pygmaeum) es una especie de ave paseriforme de la familia Melanocharitidae endémica de Nueva Guinea y las islas aledañas.
Se encuentra ubicada en el género Oedistoma aunque anteriormente se clasificaba en Toxorhamphus.

## Distribución y hábitat
Se encuentra en Nueva Guinea e menores islas vecinas, tanto de Indonesia como de Papúa Nueva Guinea. Su hábitat natural son las selvas tropicales.